# Bayerischer Qualitätspreis

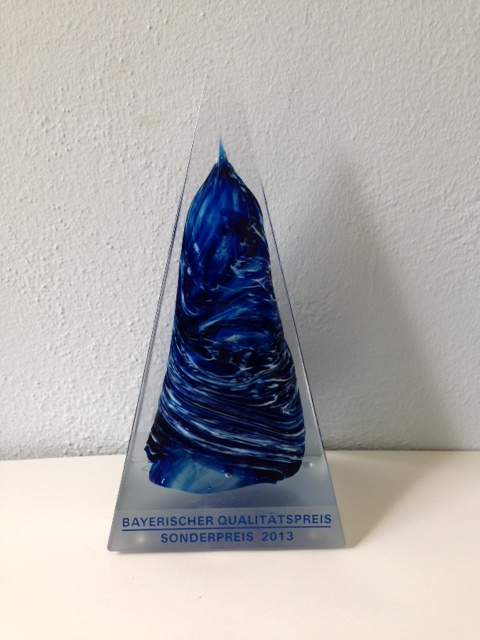
Bayerischer Qualitätspreis Sonderpreis 2013

Der Bayerische Qualitätspreis war eine Initiative des Bayerischen Staatsministeriums für Wirtschaft, Infrastruktur, Verkehr und Technologie. Horst Wildemann war Begründer des Bayerischen Qualitätspreises und seit 1992 Vorsitzender des Expertengremiums.
Von 1993 bis 2015 wurden jährlich Unternehmen in Bayern mit dem Bayerischen Qualitätspreis ausgezeichnet, die herausragende Leistungen auf dem Gebiet der ganzheitlichen Unternehmensqualität erbrachten. Die teilnehmenden Unternehmen oder Produktionsstätten mussten einen Standort in Bayern haben und mindestens 30 % ihres Umsatzes in Deutschland abwickeln. Sie konnten auf Gewinn ausgerichtete oder gemeinnützige Unternehmen, Gesellschaften oder Stiftungen sein und durften in- oder ausländischen Eigentümern gehören.
Ausgezeichnet wurden auch bayerische Gemeinden, die durch konsequente Verfolgung des Qualitätsgedankens optimale wirtschaftsfreundliche Rahmenbedingungen schufen. 
Die Auszeichnung wurde in fünf Kategorien verliehen: Industrieunternehmen, Handwerk, Handel, Unternehmensorientierte Dienstleister und Wirtschaftsfreundliche Gemeinden.
Ziel des Qualitätspreises war es, das Verständnis der Anforderungen für hervorragende Qualität zu verbessern, die mit einer erfolgreichen Qualitätsstrategie verbundenen Vorteile herauszustellen, die ständig wachsende Bedeutung der Qualität als Wettbewerbsfaktor hervorzuheben und darüber hinaus bei Gemeinden die Bemühungen um eine effiziente Wirtschaftsförderung zu würdigen.